# لا شيء مكشوف
لا شيء مكشوف (بالكورية: 멱살 한번 잡힙시다)؛ هو مسلسل تلفزيوني كوري جنوبي، من بطولة كيم ها-نيول، يون وو جين، جانج سيونغ جو. عرض على قناة كي بي إس 2 في 18 مارس 2024، يبث أيام الاثنين والثلاثاء 10:15 بتوقيت (KST).

## القصة
سيو جيونغ وون (كيم ها-نيول) صحفيية مشهورة ومقدمة برنامج تلفزيوني للأحداث الجارية، وهي متزوجة من سيول وو جاي الذي ينحدر من عائلة ثرية. تبدو حياتها مثالية، لكن كل شيء يتغير فجأة. بعد مقتل العشيقة التي كان زوجها يواعدها. تشعر "سيو جونغ وون" بالذهول من أن زوجها كان على علاقة غرامية. ومما يزيد الطين بلة، تصبح سيو المشتبه بها في القضية.

## طاقم
- كيم ها-نيول في دور سيو جيونغ-وون[6]
- ايون وو-جين في دور كيم تاي-هيون[6]
- جانغ سيونغ-جو في دور سيول وو-جاي[6]
- جونغ وونغ إن في دور الرئيس سيول: والد وو جاي.[7]
- يون جي-موون في دور مو هيونغ تايك: المدعي العام السابق الذي تحول إلى عضو في البرلمان والذي لا يتردد في إخفاء الحقائق. وهو أيضًا في صراع مع جيونج وون.[7]
- هان تشاي آه في دور يو يون يونج: مديرة مستشفى الطب النفسي العصبي، وهي أيضًا مستشارة جيونج وون.[7]
- جونغ ان جي في دور كانغ ان هان: مدير الأخبار في المحطة التي تعمل فيها جيونغ-وون.[7]
- كيم مين جاي في دور جو يونج سيوك: مصور وشريك جيونج وون الذي لا يتركها.[7]
- بارك هيونج سو في دور نوه جين هو: صحفية زميلة جيونج وون ومليئة بالمنافسة معها في كل شيء.[8]

## المشاهدات
| الموسم | الموسم | رقم الحلقة | رقم الحلقة | رقم الحلقة | رقم الحلقة | رقم الحلقة | رقم الحلقة | رقم الحلقة | رقم الحلقة | رقم الحلقة | رقم الحلقة | رقم الحلقة | رقم الحلقة | رقم الحلقة | رقم الحلقة | رقم الحلقة | رقم الحلقة  |
| الموسم | الموسم | 1          | 2          | 3          | 4          | 5          | 6          | 7          | 8          | 9          | 10         | 11         | 12         | 13         | 14         | 15         | 16          |
| ------ | ------ | ---------- | ---------- | ---------- | ---------- | ---------- | ---------- | ---------- | ---------- | ---------- | ---------- | ---------- | ---------- | ---------- | ---------- | ---------- | ----------- |
|        | 1      | 473        | 430        | غ/م        | غ/م        | غ/م        | 496        | 461        | 560        | غ/م        | 560        | غ/م        | 610        | غ/م        | 525        | غ/م        | ستُعلن لاحقًا |

|                   | تاريخ البث    | تقييمات (نيلسن كوريا) | تقييمات (نيلسن كوريا) |
| على الصعيد الوطني | تاريخ البث    | سيئول                 |                       |
| ----------------- | ------------- | --------------------- | --------------------- |
| 1                 | 18 مارس 2024  | 2.8%                  | 2.8%                  |
| 2                 | 19 مارس 2024  | 2.7%                  | 2.8%                  |
| 3                 | 25 مارس 2024  | 2.8%                  | N/A                   |
| 4                 | 26 مارس 2024  | 2.3%                  | 2.9%                  |
| 5                 | 1 أبريل 2024  | 2.9%                  | 3.0%                  |
| 6                 | 2 أبريل 2024  | 3.2% (15)             | 3.2% (14)             |
| 7                 | 8 ابريل 2024  | 2.9%                  | 2.8%                  |
| 8                 | 9 ابريل 2024  | 3.8%                  | 4.1%                  |
| 9                 | 15 ابريل 2024 | 2.3%                  | N/A                   |
| 10                | 16 ابريل 2024 | 3.4%                  | 3.4%                  |
| 11                | 22 ابريل 2024 | 2.6%                  | N/A                   |
| 12                | 23 ابريل 2024 | 3.8%                  | 3.8%                  |
| 13                | 29 أبريل 2024 | 2.4%                  | N/A                   |
| 14                | 30 أبريل 2024 | 3.1%                  | 3.8%                  |
| 15                | 6 مايو 2024   | 2.7%                  | N/A                   |
| 16                | 7 مايو 2024   |                       |                       |
| متوسط             | متوسط         | —                     | —                     |

## روابط خارجية
- الموقع الرسمي
 (بالكورية)
- لا شيء مكشوف على موقع IMDb (الإنجليزية)
- لا شيء مكشوف على موقع قاعدة بيانات الفيلم (الإنجليزية)
- لا شيء مكشوف على هانسينما